# Дебио (Венеција)
Дебио (итал. Debbio) је насеље у Италији у округу Венеција, региону Венето.
Према процени из 2011. у насељу је живело 33 становника. Насеље се налази на надморској висини од 2 м.